# 金莎妮
金莎妮（音譯自：()，1981年6月21日—），韓國女子排球運動員，現為韓國國家女子排球隊隊員，司職二傳，並擔任球隊隊長。

## 簡歷
2012年7月，金莎妮代表韓國出戰英國倫敦舉行的奥林匹克运动会女子排球比賽。